# Guildford
Guildford è il capoluogo della contea tradizionale del Surrey, nel sud-est dell'Inghilterra, sede dell'omonimo borough.

## Storia
Il 5 ottobre 1974, la Provisional IRA eseguì degli attentati a due pub del capoluogo.

## Luoghi d'interesse
- Polesden Lacey
  - Perugino, Miracolo della neve (1472 circa)

## Economia
A Guildford hanno sede le aziende di sviluppo videogiochi Supermassive Games, Hello Games e Media Molecule.

## Amministrazione

### Gemellaggi
- Friburgo in Brisgovia